# ماریو کورسو
ماریو کورسو (به ایتالیایی: Mario Corso) (زاده ۲۵ اوت ۱۹۴۱ – درگذشته ۱۹ ژوئن ۲۰۲۰) بازیکن فوتبال اهل ایتالیا بود 

## تیم ملی
از سال ۱۹۶۱ میلادی عضو تیم ملی فوتبال ایتالیا بوده و در ۲۳ بازی ملی حضور داشته‌است. او در بازی‌های ملی‌اش ۴ گل به ثمر رساند.
ماریو کورسو آخرین بازی ملی خود را در سال ۱۹۷۱ میلادی انجام داد.